# Румана
Румана (араб. رمانة‎رمانة ивр. רֻמָּנָה‎ ивр. רומאנה‎) — арабская деревня на севере Израиля. Расположена недалеко от Назарета, подпадает под юрисдикцию регионального совета Аль-Батуф.
Поселение, по предположениям археологов, было построено в бронзовую эру, и с этого момента эта территория стала заселяться людьми.

## История
Палестинский разведывательный фонд опубликовал «Обзор Западной Палестины», рассказывающий о находке каверн и наскальных рисунков, а также о находке следов древних людей в районе современного расположения деревни.
Найденные следы относятся к раннему Бронзовому веку, а также к промежуточному бронзовому веку. Также было найдено скопление черепков, относящееся ко Второму Железному веку (датируемому десятым–восьмым столетиями до н. э.). Также были проведены раскопки в зданиях с черепками, относящиеся к Железному веку и персидской эре.
Были проведены раскопки в могилах, датируемых персидской эпохой и были найдены остатки архитектурного комплекса Римской эпохи (I–III века н. э.).
Было высказано предположение, что Руману можно ассоциировать с Рометтой (Romette), поселением, принадлежащим рыцарям-госпитальерам в эпоху крестоносцев.
Вдобавок были найдены большое количество черепков эпохи мамлюкского султаната.

### Османская эпоха
Румана, как и вся Палестина, была включена в состав Османской империей в 1517 году. Согласно переписи 1596 года деревня была расположена в нахие Tверия в районе Цфата. Деревня имела население в 9 семей, все они были мусульманами. Жители деревни платили налоги на пшеницу, ячмень, плодовые деревья, хлопок, коз и улья. Пьер Jacotin Пьер Жакотин на своей карте в 1799 году называет деревню как Roumani.

Библейский исследователь Эдвард Робинсон проезжал мимо деревни в 1852 году, и предположил, что это был древний город Риммон колена Завулонова. Французский исследователь Виктор Герен описывал деревню в 1870-х годах как небольшую и защищенную от внешнего мира сплошной стенкой живых изгородей из кактусов. Он также нашёл много хороших останков прежних времен, а также предполагает, что это может быть библейское поселение Римон, которое упоминается в книге Иисуса Навина. Палестинский Разведывательный Фонд в Обзоре Западной Палестины 1881 года так описывает это село:
Небольшая деревня, построенная из камня, и содержащая около 70 мусульман. Она расположена на невысокой гряде над равниной, и имеет несколько оливковых деревьев вокруг деревни. Водоснабжение деревни осуществляется из каверн и колодцев.
Примерное количество населения на 1887 год составляло около 40 жителей-мусульман.

### Британский мандат
Во время переписи населения Палестины 1922 года, проведенной властями Британского мандата, население Руманы составляло 37 человек, 33 из которых были мусульманами и 4 — христианами. Все христиане были Мелькитами. Население резко возросло в переписи 1931 года до 197 человек; из них 195 мусульман и двое христиан, в общей сложности 36 домов.
В 1945 население уже составляло 590 человек, все мусульмане. В это время территория деревни была 1493 дунамов, согласно официальному исследованию земель и населения. Из них 28 дунамов были отведены под плантации и орошаемые земли, 796 под выращивание зерновых культур, и только 5 дунамов были отнесены к категории населенного пункта.

### Государство Израиль
В ходе операции Декель, проходившей 15-18 июля 1948 года, деревня перешла под контроль Израиля Территория деревни оставалась под статусом военного положения до 1966 года.

## Население
По данным Центрального статистического бюро Израиля, население на начало 2020 года составляло 1 212 человек.